# リカエノプス
リカエノプス(Lycaenops) は、古生代ペルム紀後期に生息していた単弓類の絶滅した属。獣弓目 - ゴルゴノプス亜目。属名は「オオカミの顔」の意。オオカミと同様のニッチを占める捕食者であったといわれている。

## 特徴
全長約70センチメートル - 1.2メートル。ゴルゴノプス類としては標準的な大きさである。
走行性の哺乳類の捕食者に似通った骨格を持つ。頭蓋は狭いが高さがあり、吻部は長い。犬歯は大型化し、サーベル状の牙となっていた。彼らはこれで獲物を捕殺し、その発達した前歯とサーベル状の犬歯で肉を引き裂いていたと考えられる。(一方で頬歯は退化気味であり本数も少なく貧弱である。)その獲物は、システケファルスなどのカルー盆地から発見されている小型単弓類だと考えられる。また小型爬虫類のヨンギナなども獲物だと考えられる。

この生物の四肢は、それ以前の捕食者などに比べてより走行に適した形状となっていた。特に後ろ足は現在の哺乳類に近い直立した構造だった。ただし、上腕骨は水平に近い位置にある。そのため彼らは体を曲げて走るそれまでの単弓類や爬虫類とは異なり、現在ワニ類のように体をあまり曲げないで走るギャロップを行っていたとみられる。
近縁種の化石証拠により、リカエノプスにも体毛や感覚毛(ネコ類のヒゲのようなもの)があった可能性がある。

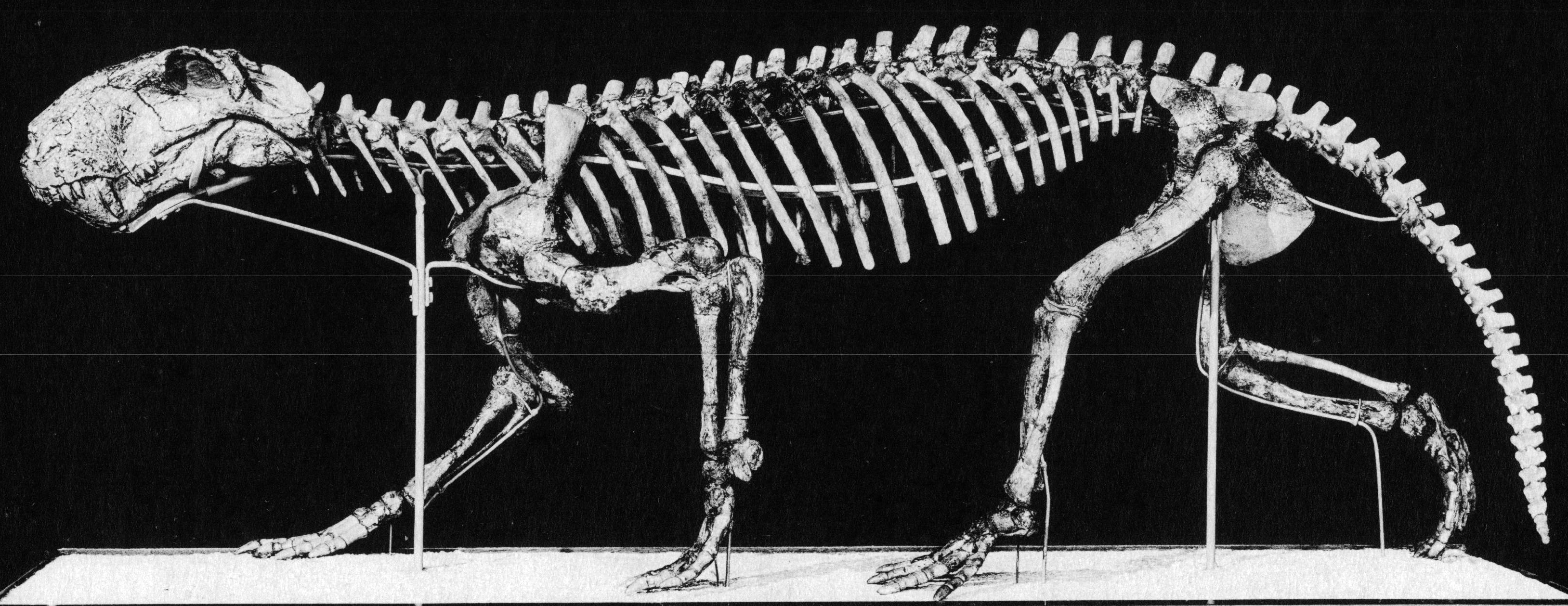
全身骨格
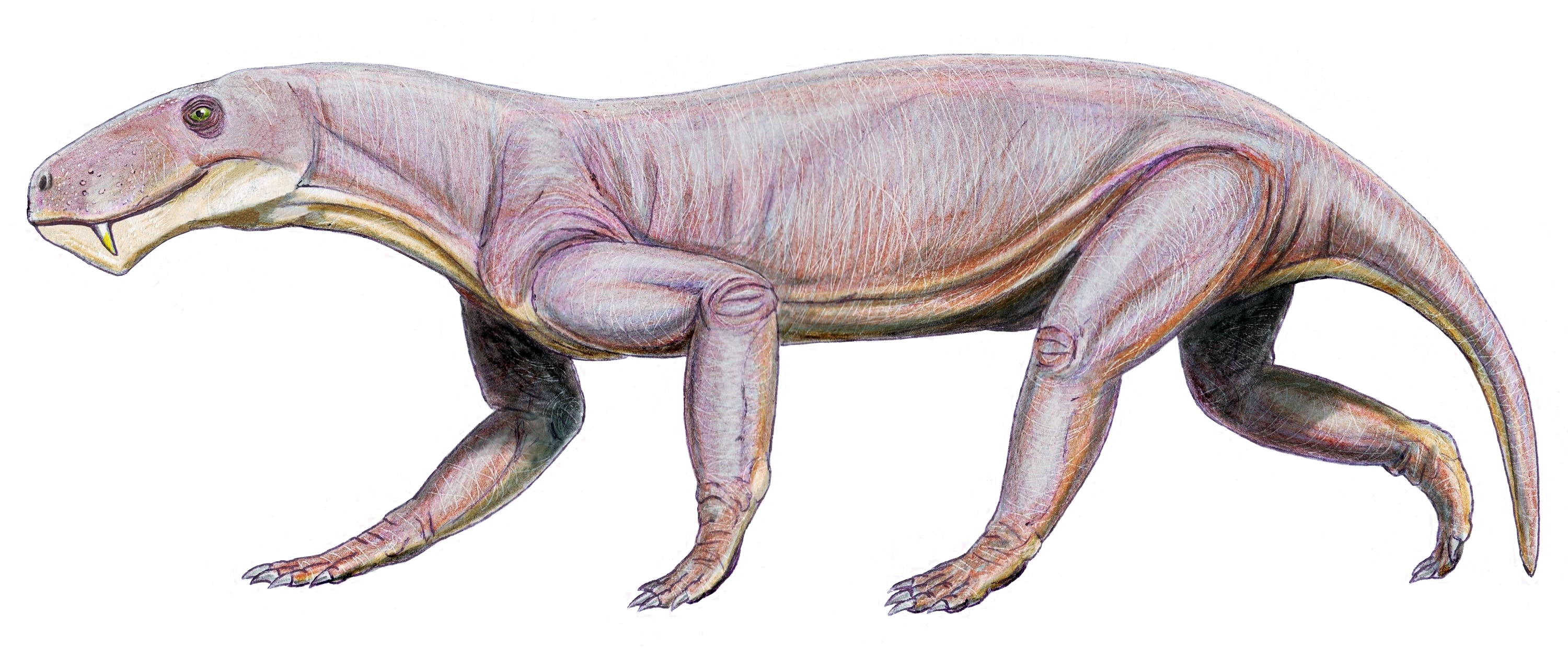
リカエノプス復元予想図

## 分布
南アフリカ、カルー盆地などから化石が産出している。